# Língua dizin
Dizin (também chamada “Dizi” ou “Maji” é uma das línguas omóticas da família das afro asiáticas falada na Woreda de Dizi da Região das Nações, Nacionalidades e Povos do Sul (Etiópia) localizada no sudoeste da Etiópia. O Censo etíope de 2007 registrou 33.927 falantes. Não é língua oficial do país.

## Falantes
Uma população de 17.,583 foi identificada em 1994 como falante apenas do Dizin. Dizin, junto com as línguas Sheko e a Nayi, é parte de um pequeno grupo de línguas omóticas chamadas "Maji" ou "Dizoid".

## Características
A língua tem estrutura de frases do tipo Sujeito-Objeto-Verbo, usa muitos sufixos para expressar funções gramaticais e apresenta três tons fonéticos (alto, médio, baixo).

## Escrita
A língua Dizin utilize uma forma da escrita ge'ez com um total de 221 símbolos que são a combinação 29 consoantes com os 7  possíveis  sons vogais e mais 3 consoantes que combinam com 6 dessas vogais (exceto “i”).